# Ukrajinski trizob
Ukrajinski trizob ali preprosto trizob (ukrajinsko cirilsko Тризуб, latinizirano: Tryzub) je ukrajinski narodni simbol, ki se je nekoč uporabljal kot simbol kijevskoruskih knezov. Danes je najbolj prepoznaven kot osrednji lik grba Ukrajine.  O pomenu in izvoru trizoba obstajajo različne teorije, vendar nobena ni splošno sprejeta. Najbolj utemeljene teorije trdijo, da simbol predstavlja stiliziranega podoba sokola ali sidro.

## Zgodovina
V Kijevski Rusiji je bil trizob znamenje knezov Rurikidov. Ni jasno, ali je bil trizob zgolj njihove znamenje ali splošno starodavno znamenje Slovanov.

### Kijevska Rusija
Pomen trizoba ni povsem jasen. Ker v virih Kijevske Rusije o trizobu ni pisnih omemb zgodovinarjem njegovo kijevskorusko ime ni znano.
Danes sta najstarejša artefakta s kijevsko-ruskim trizobom dvozob Svjatoslava Velikega (na pečatu, najdenem leta 1912 med izkopavanji Desetinske cerkve) in trizob na kovancih Vladimirja I. V bolgarski kroniki "Kronika Manasije" iz 14. stoletja je Svjatoslavova vojska upodobljena z zastavami, katerih vrhovi nosijo trizobe.
Omembe vredni so tudi trizobi na desetinski cerkvi v Kijevu (986-996), trizobi na ploščicah cerkve Marijinega vnebovzetja v Vladimiru (1160), upodobitev trizoba v kijevski katedrali sv. Sofije na stebru južne galerije. Domneva se, da je oblika slednjega pripadala Brjačislavu Izjaslaviču.
Trizob je upodobljen na nagrobniku francoske kraljice Ane Jaroslavne (1032−1075), ki je bila hči Jaroslava Modrega.
Trenutno je znanih več kot dva tisoč predmetov, ki nosijo znamenje družine Rurik: kovanci, obeski, pečatniki, pečatni prstani, okrašene nožnice in meči, delovno orodje, posode, rokopisi, zidaki, ploščice, cerkva, gradov, palač. Še posebej veliko trizobov v mnogih različicah je upodobljenih na kijevskoruskih obeskih, ki so bili prepoznavna oznaka uradnikov Kijevske Rusije.
Trizob je postal dedna oznaka potomcev Vladimirja Velikega, Svjatopolka I., Jaroslava I. Modrega in drugih.
Simbol Izjaslava Jaroslaviča, Svjatopolka II. Izjaslaviča, galicijskega kneza Leva I. je bil dvozob.
»Znak Rurika« je bil več stoletij razširjen po vseh kneževinah Kijevske Rusije, vendar se je spremenjal, pri nekaterih knezih celo iz trizoba v dvozob. Zgodovinarji so ugotovili, da je med prenosom simbola z očeta na sina prišlo do majhnih sprememb v »očetovi različici« - tako so se pojavile številne različice »Rurikovega znaka«. Sodobno zgodovinopisje pozna približno 200 različic trizoba.
Trizob je bil uporabljen tudi kot simbolni in verski znak v ukrajinski folklori in cerkveni heraldiki.

#### Trenutno znani trizobi
Najnovejši znanstveni razvoj o klasifikaciji knežjega znaka družine Rurik pripada Sergeju Beletskemu. Po njegovih raziskavah je za 39 knezov 5. do 7. generacije družine Rurik, ki so živeli ob koncu 10. - začetka 12. stoletja, zdaj znanih nekaj več kot 14 vrst znakov, kar pomeni, da je približno 36 % knezov imelo svoje znake. Za predstavnike šestih naslednjih generacij, torej približno 280 ljudi, ki so živeli med 12. in 13. stoletjem Beletski našteva več kot 250 vrst knežjih znakov, kar pomeni, da je znake tedaj uporabljalo več kot 90% knezov Rurikidov.

### Obdobje pozabe
Omejevanje uporabe trizoba se je začelo sredi 11. stoletja. Tedaj so trizob prenehali kovati na kovancih Kijevske Rusije, saj so trizob na svoje kovance nastavili le trije knezi, Vladimir Veliki, Jaroslav Modri ter Svjatopolk Prekleti.
Sredi 13. stoletja je trizob popolnoma izginil kot državni ali osebni znaki knezov.
Obdobje pozabe je trajalo od sredine 13. stoletja do konca 18. stoletja, ko so bili najdeni prvi kovanci Kijevske Rusije s tem znakom. Poskusi razlage Trizoba so se začeli v začetku 19. stoletja. Sam izraz »trizob« je leta 1815 prvi uporabil zgodovinar Nikolaj Karamzin.

### 20. stoletje
Po oživitvi Ukrajinske ljudske republike je 15. (2) novembra 1917 na »Pripravljalni komisiji« Mihajlo Hruševski predlagal za grb Ukrajine zlati plug, profesor Dmitro Antonovič pa trizob, ki je bil decembra 1917 tudi sprejet kot grb Ukrajinske ljudske republike. Trizob se je pojavil na prvem državnem bankovcu Ukrajinske ljudske republike za 100 rubljev, ki je bil izdan 24. decembra 1917.
Nazadnje je bil trizob sprejet na predlog Mihajla Hruševskega kot veliki in mali državni grb Ukrajinske ljudske republike v ustreznem okrasnem okvirju. Avtor izdelka je bil Vasil Kričevski. Istočasno (22. marec 1918) sta bila odobrena veliki in mali pečat Ukrajinske ljudske republike z znakom trizoba. Pojavil se je na državnih kreditnih lističih, bankovcih, pozneje tudi na denarju Ukrajinskega hetmanata in direktorata ULR.
Na grbu je trizob ostal tudi v času Drugega hetmanata in zatem še Direktoratu ukrajinske republike. Emblem ukrajinske mornarice je bil trizob s križem na vrhu.
15. marca 1939 je tudi parlament Karpatske Ukrajine priznal trizob s križem kot državni grb. Grb "OUN" vsebuje trizob, v katerem je srednji zob nadomeščen z mečem. Nekatere organizacije ukrajinskih katoličanov imajo embleme v obliki trizoba s križem. Sovjetski režim je trizob označila za »simbol ukrajinskih nacionalistov«, ker je imel pridih po neodvisni Ukrajinski ljudski republiki in je zato njegovo uporabo preganjal v sklopu političnih represij.
V zgodnjih 1920. letih so sovjetski zgodovinarji razpravljali o zakonitosti uporabe trizoba kot državnega simbola. Nasprotniki trizoba so vztrajali, da je to znak dinastije Rurik in da naj ne bi imel nobene zveze s celotnim ukrajinskim ljudstvom. Ukrajinci so sami izvlekli ta grb iz tisočletnih globin in ga vrnili iz neobstoja in pozabe. V okviru te razprave velja omeniti Volodimirja Šajana, ki je trizob imenoval »velika skrivnost ukrajinske duše«.
Po obnovitvi ukrajinske samostojnosti po razpadu Sovjetske zveze, je Vrhovna rada Ukrajine z resolucijo O državnem grbu Ukrajine z dne 19. februarja 1992 odobrila trizob kot mali grb Ukrajine, saj ga šteje za glavni element velikega grba Ukrajine. Trenutno je v skladu z ustavo Ukrajine, sprejeto 28. junija 1996, glavni element velikega državnega grba Ukrajine emblem knežje države Volodimirja Velikega (trizob) - mali državni grb Ukrajine.

## Psevdoznanstvene hipoteze

### 19.-20. stoletje
Znani raziskovalec trizoba Volodimir Sičinski je v svoji knjigi naštel razlage trizoba po državah sredi 20. stoletja, ki so simbol opredeljevala kot stilizirano upodobitev goloba kot simbola sv. Duha ali drugega ptiča, kot stilizirano rožo, trizob ali ornament, kot risbo loka in puščice, ki se je uporabljala kot znak kijevskega magistrata med 16. in 18. stoletjem, kot glavo buzdovana ali knežjega žezla ali krone kot simbola moči, kot trodelni prapor, kot sidro, kot runski simbol, kot monogram Vladimirja I., kot besedo ali celo stavek, kot simbol strele, ali kot pokrivalo kijevskih knezov

### Predmetna interpretacija
Tako imenovane "predmetne hipoteze" poskušajo najti "trizobe" med predmeti okoliške resničnosti. Nekateri raziskovalci menijo, da je trizob reprodukcija oblik zgornjega dela žezla bizantinskih monarhov, žezlo skitskih kraljev, podoba krone, torej predmetov, ki simbolizirajo državno moč. Drugi poudarjajo, da trizob spominja na obrise ptice, ki pooseblja normanskega krokarja, slovanskega sokola ali goloba Svetega Duha. Obstajajo tudi strokovnjaki, ki menijo, da je trizob stiliziran simbol sokola, ki je bil za Slovane sveta ptica in simbol prvega boga. Obstajajo hipoteze, da je simbol povezan z določenim predmetom človeške dejavnosti: sidro, normanska čelada, sekira, zastava, ribiško orodje, lok in puščica, konica itd.

### Trizob kot napadalni sokol
Priljubljena razlaga je, da naj bi bil trizob "sokol Rarog, ki pada na svoj plen".
Oleksandr Belov in Georgij Šapovalov teorijo raziskovalca O.P. Černiha označila za protiznanstveno. Černih je trdil, da je s češko besedo raroh - »sokol«, poljsko rarog - »balaban« mogoče priti do dejstva, da ukrajinski »balaban« pomeni »velik lovski sokol«, to je »opazen sokol«, in ugotoviti povezavo z glagolom »bovvanit«, nato pa povezati z besedami болван, булван ter буван, ter pridemo do besede »idol«. Černih nato predlaga, da je bil v starih časih splošno znan idol v obliki napadalnega sokola, izrezljan iz lesa in postavljen na kultni steber.

#### Trizob kot simbol boga Odina
V 19. stoletju je skandinavski raziskovalec Kene predstavil mnenje, da trizob pomeni skandinavskega krokarja (krokarja), ki so ga Vikingi pogosto upodabljali na svojih zastavah. Za Vikinge je simbolizirala »ptiča boga Odina«.

#### Livarski kalup v Stari Ladogi
Po kronikah je bil kraj, kjer so se varjaški princ Rurik in njegova brata Sineus in Truvor prvič izkrcali, vas Ladoga (danes Stara Ladoga). Ruski zgodovinarji vas včasih imenujejo Ladogo prvo prestolnico Varjaške Rusije. Do leta 2007 je grb Stare Ladoge upodabljal "zaporna vrata in morje", 20. novembra 2007 pa je bil za poudarjanje povezave z Rurikom (ali Rarogom) sprejet nov grb - »padajoči sokol« (obris sokola je podoben ukrajinskemu trizobu; sokol je zlat, ozadje je rdeče).
20. junija 2008 so v Stari Ladogi našli fragment glinenega kalupa s podobo ptice. V fragmentu je bila odtisnjena zgornja polovica figure ptice ter rep in deli kril. Fragment je bil najden med mnogimi kalupi skandinavskega tipa. Najdbi so pripisali starost približno 925-950 let. Fragment je bil v Rusiji razglašen za »najstarejši prototip trizoba«, hkrati pa ruski zgodovinarji trdijo, da je orel (ali sokol) na tem kalupu zelo podoben »sokolu« na kovancih danskega kralja Olafa Guthfrithsona.

### Filozofske interpretacije
V nekaterih ukrajinskih šolskih učbenikih so bile poleg splošno sprejetih hipotez o znaku knežje moči izražene interpretacije, ki temeljijo na trojstvu, zlasti o treh sferah - nebeški, zemeljski, podzemni, o treh kraljestvih - nebu, zemlji, peklu, o treh elementih - soncu, zraku, vodi ali pa kot znamenju Svete Trojice. Belov in Šipovalov ocenjujeta te priročnike kot neutemeljene.

### Trizob kot versko znamenje
Mnogi znanstveniki so izjavili, da bil trizob utegnil biti staro versko znamenje kot sta nor. svastika in križ, ali kot simbol Velike boginje.

### Raziskave Soboleve
Ruska specialistka za heraldiko N. A. Soboleva je obravnavala trizob z vidika evrazijske enotnosti. Zbirala je informacije o »trizobih kot znakih vrhovne moči« v zgodnjem srednjem veku med ljudstvi Evrazije, od Mongolov do Bolgarov, Hazarov in vzhodnimi Slovani. Ugotoila je, da je v starobolgarski kulturi znak "Y" predstavljal boga Tengrija, ter da so se simboli Y (tako dvokraki kot trokraki) pojavljali na kovancih Šišmanov.
Proučevalka Bolgarije in Hazarije F. E. Fleorova opozarja na dejstvo, da je med grafičnimi risbami v Prvem bolgarskem cesarstvu (681-1018) »antropomorfna figura z dvignjenimi rokami«; za to figuro Fleurova trdi, da je podoba Velike boginje in prototip trizoba. Ugotavlja tudi, da sta imela pri Hazarih in Bolgarih dvozob in trizob praktično enak pomen. Fleorova trdi tudi, da bi lahko trozob lahko predstavljal simbol Velike boginje v kontekstu indoevropske tradicije.
Soboleva meni, da so bili "poganski kultni simboli, katerih magična narava je brezpogojna, sprejeti kot znaki Rurikov. Raziskovalci starin Zlate horde dokazujejo, da so med Tataro-Mongoli, tako kot med nekaterimi ljudstvi Evrazija, dvozobi in trizob bile oznake vladarskih rodbin. Po mnenju Soboleve je najbližje analogije z dvozobi in trizobi mogoče zaslediti v Hazariji, ob Volgi in Donavski Bolgariji".
Soboleva označuje trizob kot sveti, magični simbol, ostanek nekdanjih verovanj, ki se je kasneje preoblikoval v znak knežje lastnine oz. v "znak Rurikovičev", kot je znan v zgodovinopisju.

#### Bolgarski simbol
V. Kirjazov izpeljuje trizob iz orožja in znaka bolgarskega boga Tengrija. Po starodavnih mitih Bolgarov naj bi trizob bil najstrašnejše in najpomembnejše Tengrijevo orožje.

### Trizob kot sidro
Oleksandr Belov, doktor socioloških znanosti, in Georgij Šapovalov, doktor zgodovinskih znanosti, sta izrazila hipotezo o sidru. Za objavo je knjigo odobril akademski svet Inštituta za ukrajinsko arheografijo in viroslovje. Hipoteza Belova in Šapovalova je, da je Trident prišel v Rusijo iz krščanskega Bizanca. Simbol sidra naj bi se oblikoval v antičnem svetu, predvsem v Grčiji. Z vzponom krščanstva naj bi sidro dobilo tudi verski pomen o upanju na odrešitev. Prav iz trizoba naj bi se kasneje razvilo heraldično sidro, ki se je pogosto uporabljalo v kozaški heraldiki.

## Galerija

### Družinski simboli in grbi
- Simbol Vladimirja I.
- Simbol Jaroslava Modrega
- Grb s stebri Gediminovičev
- Stebri Gediminovičev na grbu seimasa
- Družinski grb Volodimirskih posestnikov Kostjuškovič-Hoboltovskih

### Državni grbi
- Mali grb Ukrajinske ljudske republike (1917—1920)
- Veliki grb Ukrajinske ljudske republike (1917—1920)
- Grb Ukrajinske države (1918)
- Grb Karpatske Ukrajine (1939)
- Pečat Ukrajinske narodne vlade Ukrajinske države (1941)
- Grb Ukrajine (1992 - danes)

## Trizob v lončarstvu
Aprila 2023 je bilo v Volodimiru v Volinu med preučevanjem trakta Apostolščina najdeno dno glinenega lonca iz 12. oz. 13. stoletja s podobo trizoba. Simbol je majhen, vgraviran stiliziran trizob v velikosti 5x4 centimetrov. Po ugotovitvah raziskovalcev so kijevskoruski lončarji na svojih izdelkih navadno upodabljali sončna znamenja, kroge ter križe, medtem ko je bil znak trizoba redek. Knežji trizob je bil upodobljen na dnu posod, ki so bile izdelane v delavnicah, ki jih je imel knez v upravi..